# 吉井佑将
吉井 佑将（よしい ゆうすけ、1995年6月22日 - ）は、島根県出雲市出身のサッカー選手。福山シティFC所属。ポジションは、フォワード（FW）。

## 来歴
大社高校から関西大学へ進学し、2年時よりトップチームでプレーする。
卒業後は、吹田ジョカトーレ千里FCを経て、2019年、JFL・松江シティFCに加入。2020年からは福山シティFCへ移籍。2020年12月23日、天皇杯 JFA 第100回全日本サッカー選手権大会準々決勝でのブラウブリッツ秋田戦で1得点した。
2021年12月17日、カマタマーレ讃岐に完全移籍で加入。
2022年11月25日、カマタマーレ讃岐は契約の満了と来季に向け契約を更新しないことを発表。
3日後の11月28日には、カンセキスタジアムとちぎで行われたJリーグ合同トライアウトに出場した。
2022年12月13日、Y.S.C.C.横浜へ完全移籍にて加入する事が発表された。
2023年8月25日、Y.S.C.C.横浜との契約を解除することを発表した。
2023年9月7日、ガイナーレ鳥取に加入。
2024年、福山シティFCに移籍、3年ぶりの復帰となった。

## 所属クラブ
- 浜山FC[3]
- 出雲市立浜山中学校[3]
- 島根県立大社高校[3]
- 関西大学
- 2018年  吹田ジョカトーレ千里FC
- 2019年  松江シティFC
- 2020年 - 2021年  福山シティFC
- 2022年  カマタマーレ讃岐
- 2023年 - 同年8月  Y.S.C.C.横浜
- 2023年9月 - 同年12月  ガイナーレ鳥取
- 2024年 -  福山シティFC

## 個人成績
| 国内大会個人成績 | 国内大会個人成績 | 国内大会個人成績 | 国内大会個人成績 | 国内大会個人成績 | 国内大会個人成績 | 国内大会個人成績 | 国内大会個人成績 | 国内大会個人成績 | 国内大会個人成績 | 国内大会個人成績 | 国内大会個人成績 |
| 年度             | クラブ           | 背番号           | リーグ           | リーグ戦         | リーグ戦         | リーグ杯         | リーグ杯         | オープン杯       | オープン杯       | 期間通算         | 期間通算         |
| 年度             | クラブ           | 背番号           | リーグ           | 出場             | 得点             | 出場             | 得点             | 出場             | 得点             | 出場             | 得点             |
| 日本             | 日本             | 日本             | 日本             | リーグ戦         | リーグ戦         | リーグ杯         | リーグ杯         | 天皇杯           | 天皇杯           | 期間通算         | 期間通算         |
| ---------------- | ---------------- | ---------------- | ---------------- | ---------------- | ---------------- | ---------------- | ---------------- | ---------------- | ---------------- | ---------------- | ---------------- |
| 2022             | 讃岐             | 23               | J3               | 13               | 0                | -                | -                | 0                | 0                | 13               | 0                |
| 2023             | YS横浜           | 17               | J3               | 1                | 0                | -                | -                | -                | -                | 1                | 0                |
| 2023             | 鳥取             | 36               | J3               | 11               | 1                | -                | -                | -                | -                | 11               | 1                |
| 2024             | 福山             |                  | 中国             |                  |                  | -                | -                |                  |                  |                  |                  |
| 通算             | 日本             | 日本             | J3               | 25               | 1                | -                | -                | 0                | 0                | 25               | 1                |
| 総通算           | 総通算           | 総通算           | 総通算           | 25               | 1                | -                | -                | 0                | 0                | 25               | 1                |

- Jリーグ初出場 - 2022年3月13日 J3第1節 松本山雅FC戦 (Pikaraスタジアム)
- Jリーグ初得点 - 2023年10月15日 J3第31節 カマタマーレ讃岐戦 (Pikaraスタジアム)